# Michel Nicolas Micheux
Michel Nicolas Micheux est un artiste peintre français, né en 1688 à Paris et mort dans cette même ville le 28 mai 1733. Il est spécialisé dans la peinture de natures mortes.

## Biographie
Il fait ses premiers pas au sein des ateliers de tapisserie de la manufacture des Gobelins. Son nom est cité pour la première fois dans les comptes des bâtiments du roi du 15 février 1715.
Entre 1717 et 1720, il exécute pour la manufacture plusieurs cartons d'après les tableaux de l'Histoire de don Quichotte de Charles-Antoine Coypel.
Il est reçu en tant que « peintre dans le talent des fruits et des fleurs » à l'Académie royale de peinture et de sculpture le 24 novembre 1725. Bien qu'ayant présenté, selon la règle pour les peintres de natures mortes, deux tableaux comme morceaux de réception, il est reçu à la suite du seul jugement de son tableau de grand format, Vase avec une guirlande de fleurs et de fruits qui tombent dans un bassin.
Son style se situe dans la continuité de celui de Jean-Baptiste Monnoyer, son illustre prédécesseur dans la peinture de fleurs à l'Académie. Nombreuses sont les oeuvres de Micheux lui ayant été données ou attribuées à tort. Micheux subit également l’influence de peintres néerlandais comme Jacob van Walscapelle ou Simon Verelst qui visite Paris en 1690.

## Œuvres

### Œuvres conservées dans les collections publiques
- Dijon, musée des Beaux-Arts :
  - Brassée de fleurs, huile sur toile, 35 x 30 cm., Inv. 392.
- Bagnères-de-Bigorre, musée Salies :
  - Pivoines de Chine, Narcisses et Anémones, 1727, huile sur panneau, 25 x 18,5 cm, signé et daté en bas à gauche.
  - Les joueurs de boules, huile sur toile.

### Galerie

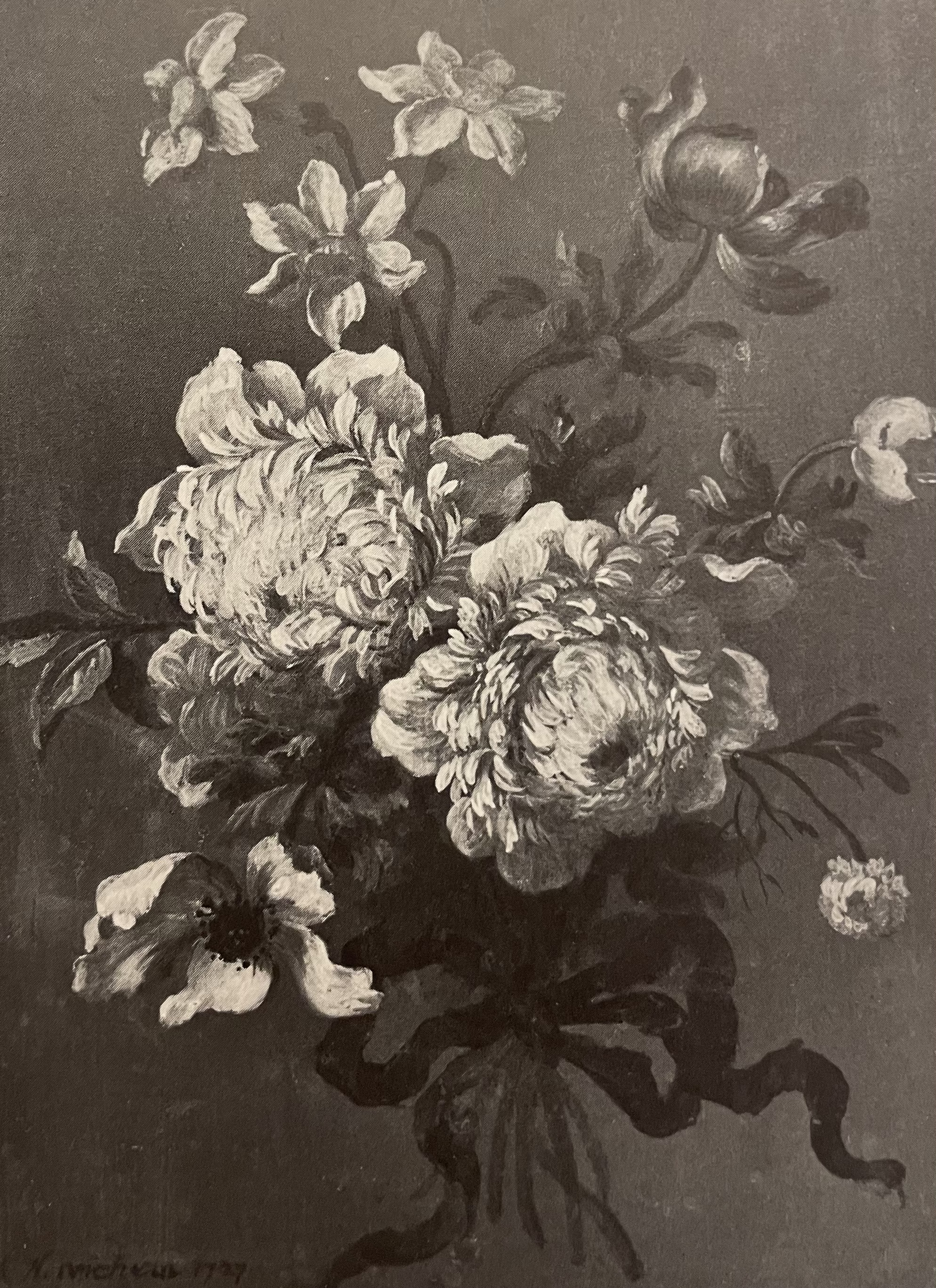
Pivoines de Chine, Narcisses et Anémones, 1727, huile sur panneau, 25 x 18,5 cm, musée Salins, Bagnères-de-Bigorre.
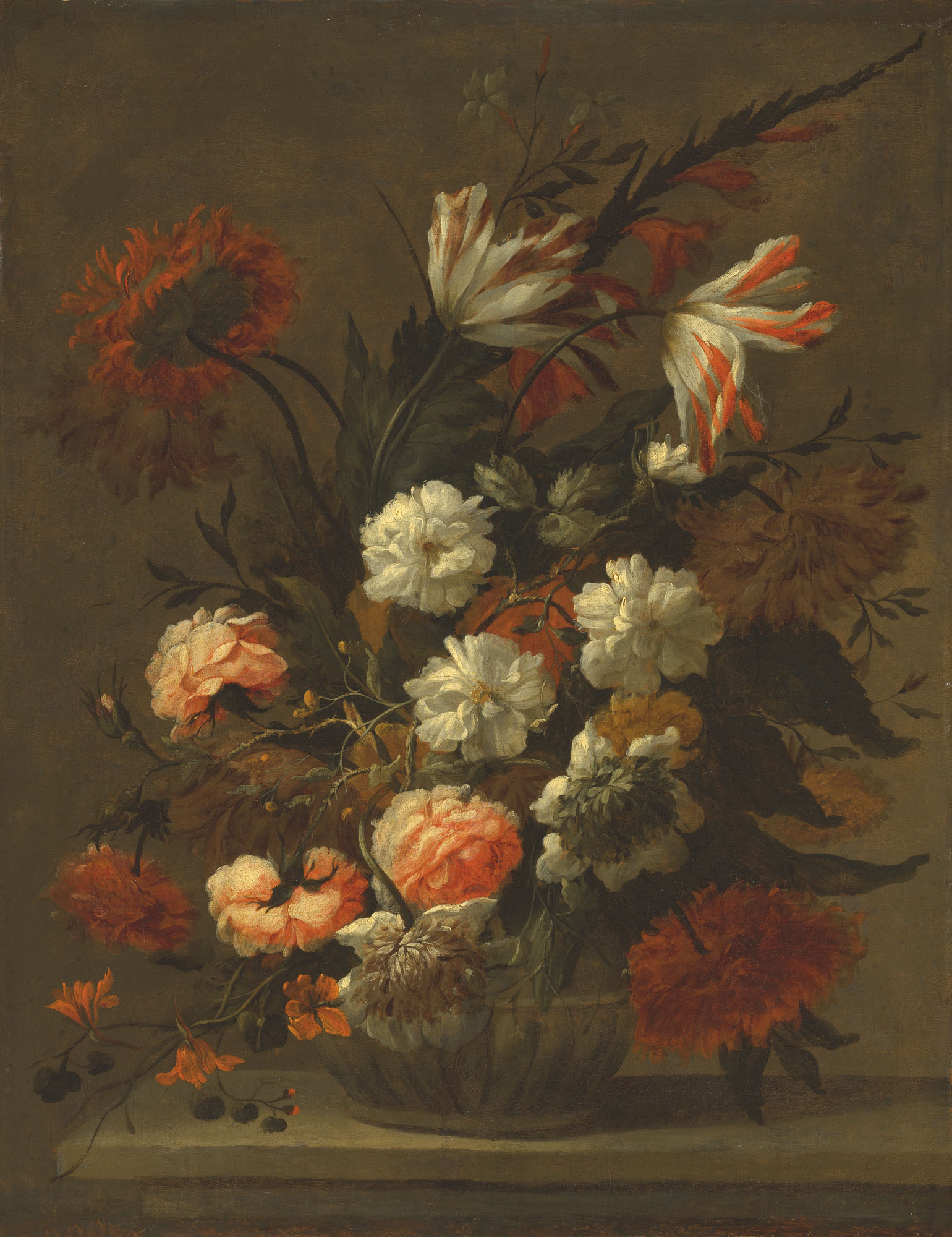
Fleurs dans une urne, huile sur toile inachevée, 77,3 x 59,7 cm., collection particulière.
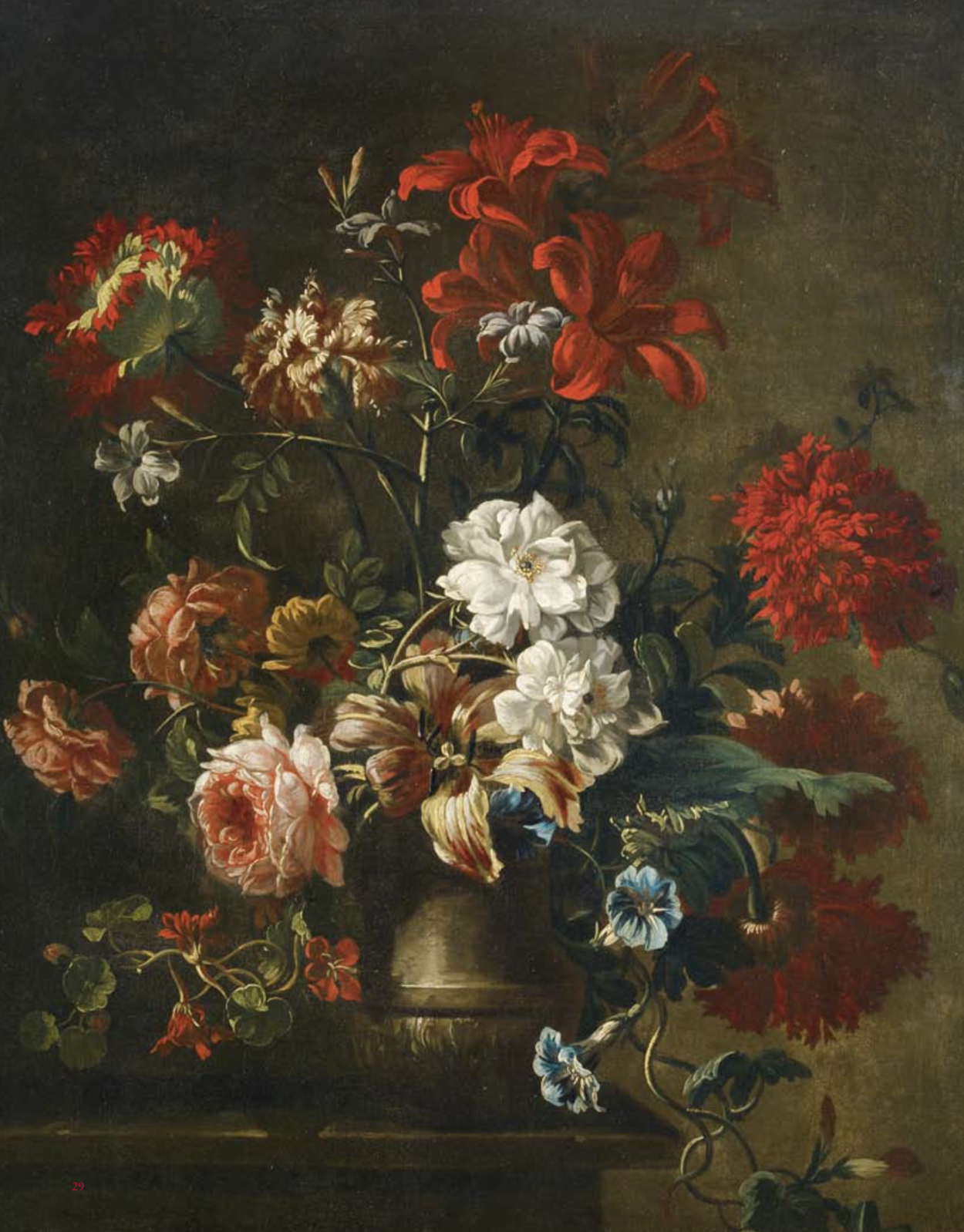
Bouquet de fleurs dans une urne, huile sur toile, 76,5 x 63,5 cm., collection particulière.
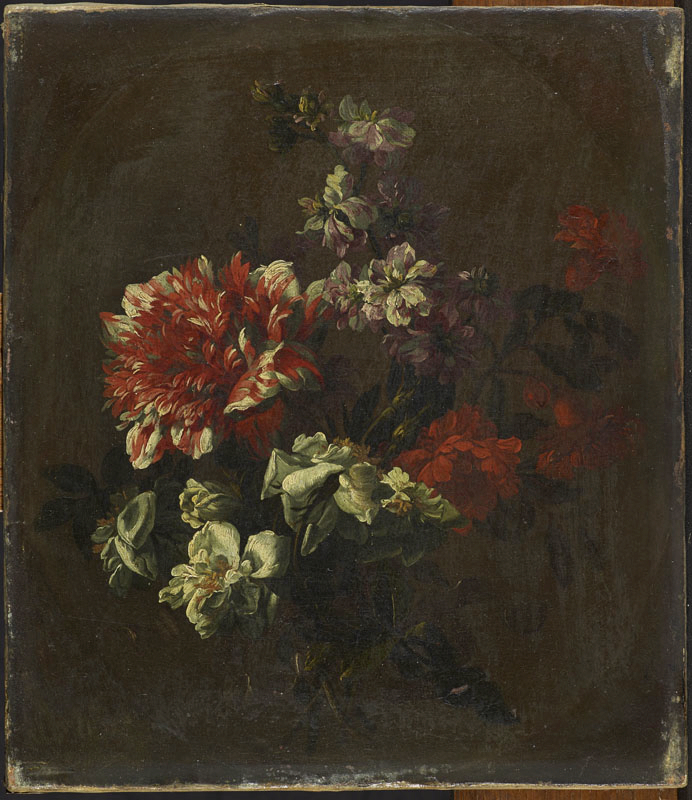
Brassée de fleurs, huile sur toile, 35 x 30 cm., musée des Beaux-Arts de Dijon.
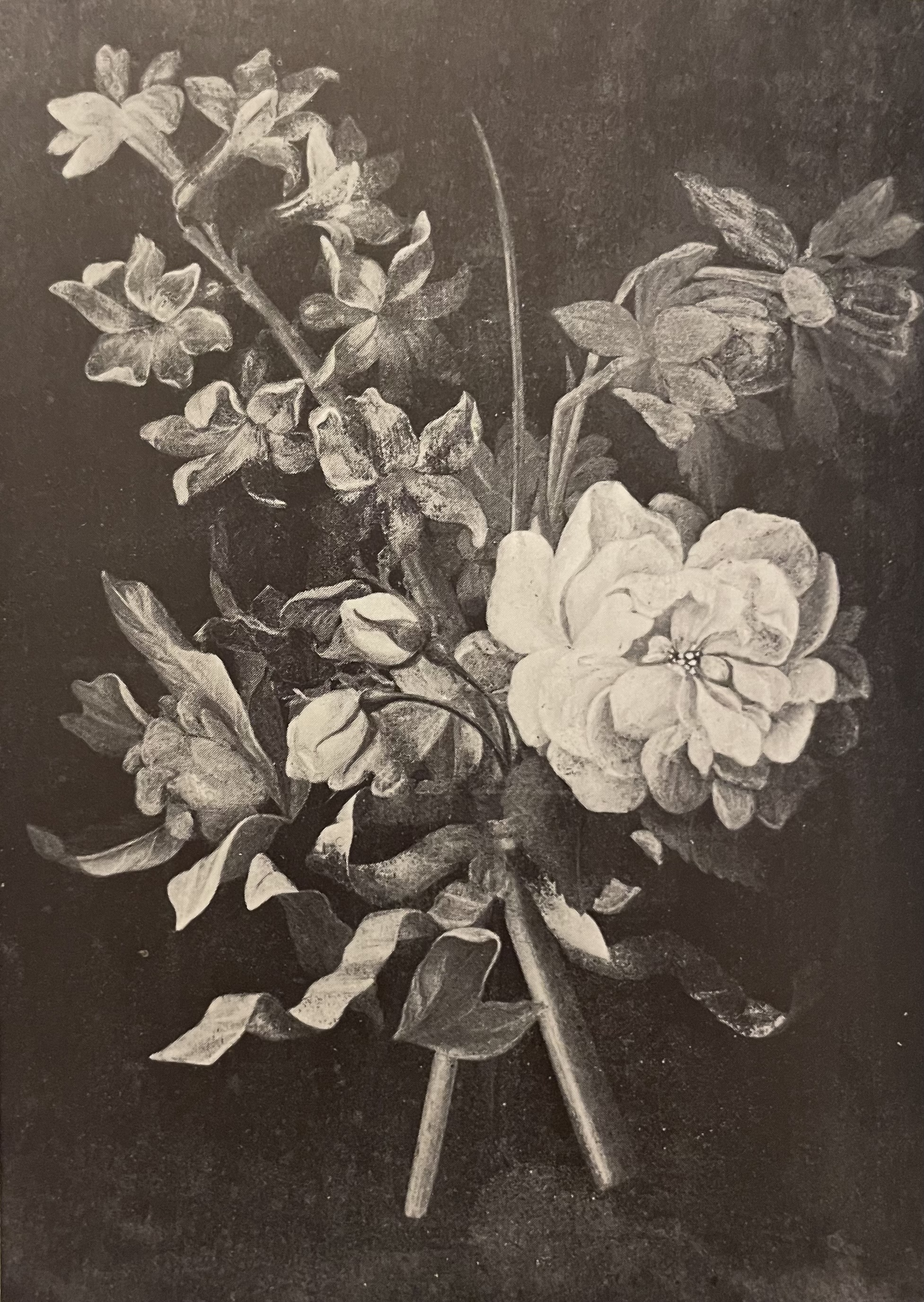
Bouquet, huile sur vélin, 19 x 14 cm., collection particulière, États-Unis.